# 巴斯特人
巴斯特人（英語：Basters），是納米比亞共和国中一個由荷蘭男人與布須曼人和黑人婦女混血產生的族群，說南非語。他們通常被認為是納米比亞阿非利卡人一個次群體，更偏遠的有色人。自19世紀下半葉以來，他們一直居住在納米比亞中部的里霍博斯鎮周圍。在歷史上，他們在南非被歸類為有色人。
“巴斯特”這個名字來源於荷蘭語“混蛋”或“雜交”，雖然有些人認為這個詞有貶低意義，巴斯特卻用它作為一個“驕傲的名字”，聲稱它們的祖先和歷史，儘管它有負面的含義，但仍把它當作一種文化類別。他們的第六個領袖是1999年當選的John McNab; 他在納米比亞憲法下沒有任何官方地位。里霍博斯的酋長委員會被新政府下的地方市鎮委員會所取代。
巴斯特人目前的人數還不清楚（估計數字在2萬到4萬之間）。在現代納米比亞，巴斯特文化和身份的生存受到質疑。現代納米比亞的政治和公共生活在很大程度上是由構成近一半人口的奧萬博人和他們的文化所主導的。巴斯特人的政治家和活動家們稱奧萬博人的政策對他們的社區有壓迫感。
他們主要信仰新教喀爾文派。